# Ісіі Ясусі
Ясуші́ Ішії́ (яп. 石井 妥師, Ішії Ясуші, нар. 10 березня 1970) — японський композитор та музикант. Автор багатьох пісень та музики японських виконавців. Автор саундтреків до аніме Hellsing та Darker than Black: Ryuusei no Gemini. Також він озвучував «Шпигуна» у відеогрі Chaos Legion.

## Життєпис
Ясуші Ішії народився 10 березня 1970 року в місті Уцуномія, що у префектурі Тотіґі. Він з дитинства мріяв про кар'єру бас-гітариста. Одночасно з навчанням він займався музикою, і коли закінчив своє навчання в коледжі — вирушив до Токіо.
У 1991 році Ішії дебютував як композитор для Epic Records Japan. Наступного року він приєднався до гурту «T.UTU with the Band» з якими взяв участь у турне по 20 містах Японії. Саме тоді Ішії змінив написання свого імені з 恭史 на 妥師, хоча це і не змінило його вимову, і з того часу працював вже під новим ім'ям. В 1994 році T.UTU випустили свій перший альбом, після чого гурт розпався. Такаші Уцуномія, що був одним з учасників T.UTU — заснував власний гурт BOYO-BOZO. До нього приєднався Ішії, де грав на бас-гітарі та допомагав у написанні пісень. Невдовзі BOYO-BOZO також розпався і Ішії став писати музику для чисельних виконавців, таких як Томое Шіногара, Масаюкі Сузукі, V6 тощо.
У 2000 році Ішії отримав пропозицію від Fuji Television написати музику для нового серіалу студії GONZO Digimation. Ішії погодився і в 2003 році вийшли два його альбоми з саундтреком до аніме Hellsing. В ці роки він продовжував співпрацювати з Такаші Уцуномія, який вів сольну кар'єру. У 2004 році, після того як на DVD вийшли записи концертів T.UTU и BOYO-BOZO — Такаші Уцуномія створив гурт U_WAVE, де став вокалістом, а на місце бас-гітариста запросив Ясуші Ішії.
В 2009 та 2010 роках за авторством Ясуші Ішії вийшло два альбоми з саундтреком до аніме Darker than Black: Ryuusei no Gemini.

## Дискографія
- Hellsing: Raid (2003)
- Hellsing: Ruins (2003)
- Darker Than Black: Ryuusei no Gemini Original Soundtrack (2009)
- Darker Than Black: Extra Soundtrack (2010)